# Vágner Mancini
Mancini, właśc. Vágner do Carmo Mancini (ur. 24 października 1966 w Ribeirão Preto) – brazylijski piłkarz, grający na pozycji pomocnika, trener piłkarski.

## Kariera piłkarska

### Kariera klubowa
W 1988 rozpoczął karierę piłkarską w Guarani FC. Potem występował w klubach Portuguesa, Bragantino, Grêmio, Coritiba, Ponte Preta, Sãocarlense, Ceará, Figueirense, Sport, Ituano i Paulista, gdzie zakończył karierę w 2004 roku.

## Kariera trenerska
Jeszcze jako gracz rozpoczął karierę szkoleniowca w Sãocarlense w roku 1999. Od 2004 roku trenował kluby: Paulista, Al-Nasr, Grêmio, Vitória, Santos FC, CR Vasco da Gama, Guarani FC, Ceará, Cruzeiro EC, Sport, Náutico, Athletico Paranaense i Botafogo.

## Sukcesy i odznaczenia

### Sukcesy trenerskie
Paulista
- zdobywca Copa do Brasil: 2005